# Juan Rulfo

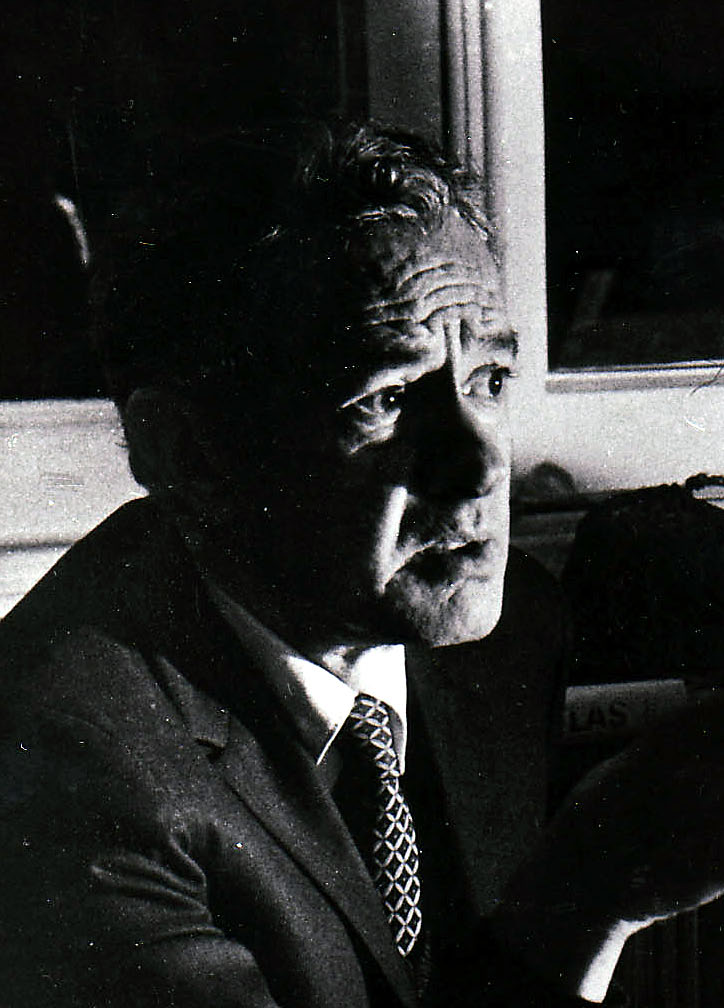
Juan Rulfo

Juan Nepomuceno Carlos Pérez Rulfo Vizcaíno (Sayula, 16 mei 1917 - Mexico-Stad, 8 januari 1986) was een Mexicaans schrijver.
De enige werken die hij tijdens zijn leven publiceerde zijn El llano en llamas (1953) en Pedro Páramo (1955), beide veelvuldig vertaald. In 1996 brengt "Colección Archivos", o.l.v. Claude Fell, zijn volledige werken uit, die ook enkele verhalen bevat gepubliceerd in magazines, evenals enkele filmscenario's.
De invloed van Rulfo op de Latijns-Amerikaanse literatuur laat vooral zich gelden tijdens de literaire "boom" in de tweede helft van de twintigste eeuw. Ook in de poëzie is zijn invloed merkbaar, bijvoorbeeld bij de Chileense dichter Nicanor Parra (die zichzelf de schepper van de anti-poëzie noemt). Volgens diezelfde Parra schrijft Rulfo geen verhalen, maar poëzie in prozavorm.
Zelden hebben twee beknopte werken (volgens Rulfo een oefening met als doel het verhaal te herleiden tot het strikt noodzakelijke) met zoveel elan een generatie begaafde schrijvers beïnvloed. Talrijke van zijn teksten vormden de basis voor latere filmproducties.
Als eerbetoon aan Juan Rulfo ontving de virtuoos in 1983 de prestigieuze Spaanse literatuurprijs 'Premio Príncipe de Asturias'.